# Turism spațial

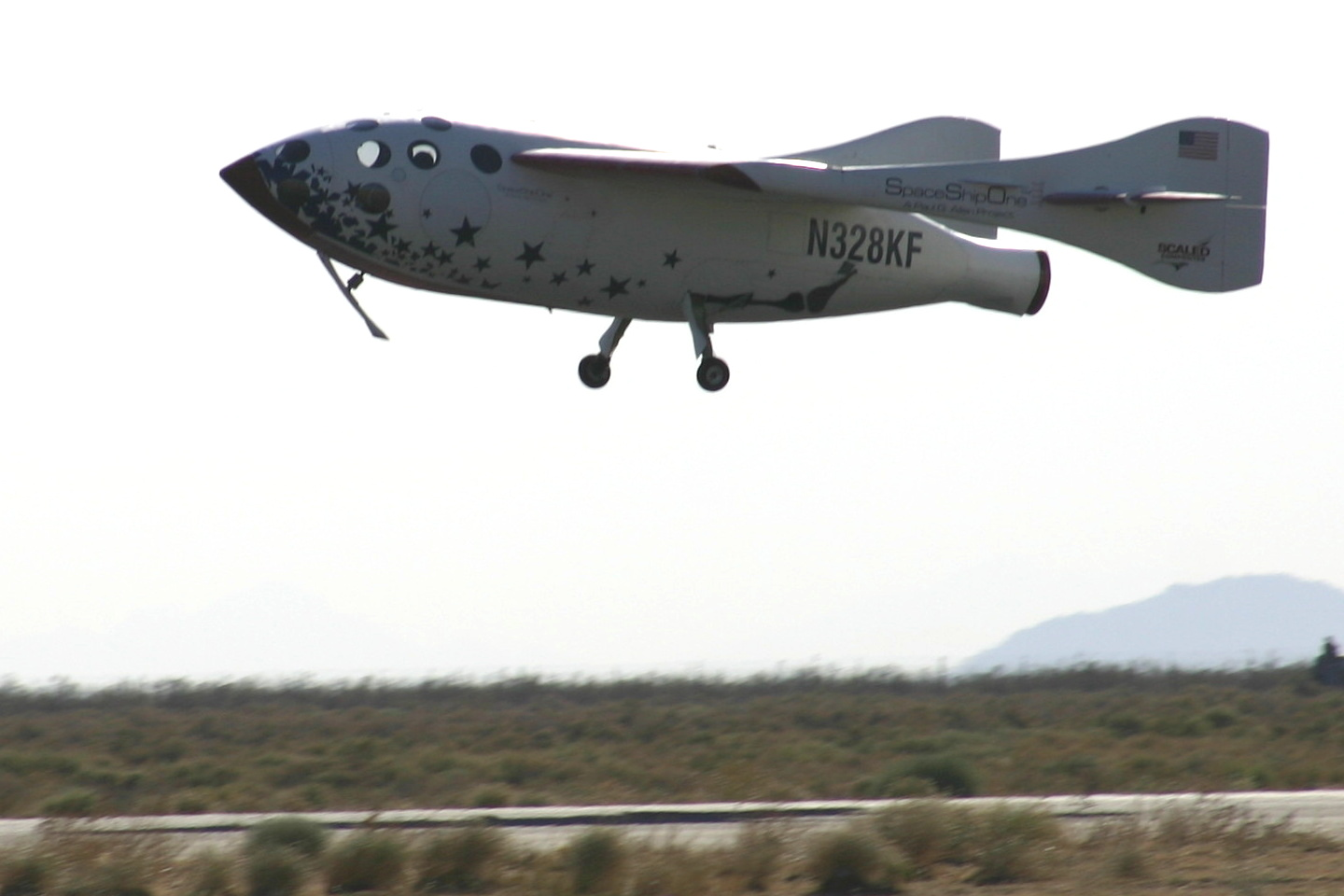
SpaceShipOne a efectuat zboruri spațiale între 2003 și 2004

Turismul spațial este o călătorie spațială achitată din fonduri private în scopuri de recreere, agrement sau de afaceri. Un număr de companii startup au apărut în ultimii ani, având ca scop, crearea unei industrii eficiente a turismului spațial. 
Prețul mediatizat pentru zborurile negociate de Space Adventures către Stația Spațială Internațională la bordul navelor spațiale rusești Soiuz au variat de la 20 la 35 milioane dolari SUA, în perioada anilor 2001 - 2009. Unii turiști spațiali au semnat contracte cu terțe părți de a desfășura anumite activități de cercetare în timp ce se aflau pe orbită.
Ca o alternativă la termenul "turism", unele organizații, cum ar fi Federația Comercială a Zborurilor Spațiale folosește termenul "zbor spațial cu caracter personal". 
Din septembrie 2012, mai multe companii oferă vânzări de zboruri orbitale și suborbitale, cu diferite durate și tot confortul necesar.

## Listă a turiștilor spațiali
| Turist spațial       | Fotografie | Naționalitate                           | An                              | Durata zborului                                  | Zbor                                             | Suma plătită (USD) | Sursa de avere                                   |
| -------------------- | ---------- | --------------------------------------- | ------------------------------- | ------------------------------------------------ | ------------------------------------------------ | ------------------ | ------------------------------------------------ |
| 1. Dennis Tito       |            | Statele Unite ale Americii              | 2001                            | 8 zile (28 aprilie – 6 mai)                      | Lansare: Soiuz TM-32 Reîntoarcere: Soiuz TM-31   | $20 milioane       | Gestionare a investițiilor (Wilshire Associates) |
| 2. Mark Shuttleworth |            | Africa de Sud Regatul Unit              | 2002                            | 11 zile (25 aprilie – 5 mai)                     | Lansare: Soiuz TM-34 Reîntoarcere: Soiuz TM-33   | $20 milioane       | Software - securitatea internetului (Thawte)     |
| 3. Gregory Olsen     |            | Statele Unite ale Americii              | 2005                            | 11 zile (1 – 11 octombrie)                       | Lnsare: Soiuz TMA-7 Reîntoarcere: Soiuz TMA-6    | $20 million        | Senzorii opto (Sensors Unlimited Inc.)           |
| 4. Anousheh Ansari   |            | Statele Unite ale Americii Iran         | 2006                            | 12 zile (18 – 29 septembrie)                     | Lansare: Soiuz TMA-9 Reîntoarcere: Soiuz TMA-8   | $20 milioane       | Telecom (Telecom Technologies, Inc.)             |
| 5. Charles Simonyi   |            | Statele Unite ale Americii Ungaria      | 2007                            | 15 zile (7 – 21 aprilie)                         | Lansare: Soiuz TMA-10 Reîntoarcere: Soiuz TMA-9  | $25 milioane       | Software (Microsoft Office)                      |
| 5. Charles Simonyi   | 2009       | Statele Unite ale Americii Ungaria      | 14 zile (26 martie – 8 aprilie) | Lansare: Soiuz TMA-14 Reîntoarcere: Soiuz TMA-13 | $35 milioane                                     |                    | Software (Microsoft Office)                      |
| 6. Richard Garriott  |            | Statele Unite ale Americii Regatul Unit | 2008                            | 12 zile (12 – 23 octombrie)                      | Lansare: Soiuz TMA-13 Reîntoarcere: Soiuz TMA-12 | $30 milioane       | Software pentru jocuri (Origin Systems)          |
| 7. Guy Laliberté     |            | Canada                                  | 2009                            | 11 zile (Sept 30 – Oct 11)                       | Lansare: Soiuz TMA-16 Reîntoarcere: Soiuz TMA-14 | $40 milioane       | Artă de performanță (Cirque du Soleil)           |